# Факсе (муніципалітет)
Факсе (дан. Faxe) — комуна у регіоні Зеландія королівства Данія. Адміністративний центр комуни — місто Гаслев.

## Географія
Площа — 405 км². 

## Населення
У 2012 році населення муніципалітету становило 35 110 осіб.